# Josh Childress
Joshua Malik Childress (Harbor City, California, 20 de junio de 1983) es un exjugador de baloncesto estadounidense que jugó durante quince temporadas, siete de ellas en la NBA. Con 2,03 metros de estatura, jugaba en la posición de alero.

## Carrera

### Universidad
Procedente del Instituto Mayfair en Lakewood, California, Childress asistió a la Universidad de Stanford, donde fue All-American y jugador del año de la Pacific Ten Conference como júnior en 2004. Childress es el jugador procedente de Stanford elegido en la posición más alta del Draft de la NBA de la historia de la universidad.

### Profesional
Fue seleccionado en la sexta posición del Draft de la NBA de 2004 por Atlanta Hawks,convirtiéndose junto con el también rookie Josh Smith en el jugador más prometedor de la franquicia. Childress finalizó tercero en el ranking de dobles-dobles de rookies, por detrás de Emeka Okafor y Dwight Howard. En su primera campaña en la liga promedió 10.1 puntos y 6 rebotes, siendo incluido en el segundo mejor quinteto de rookies.
Childress aparece en la portada del videojuego ESPN College Hoops 2K5 de la PlayStation 2, publicado por Sega.
El 23 de julio de 2008 fichó por el Olympiacos B.C. a razón de 20 millones de dólares por 3 años. Dos años después, regresó a la NBA fichando por Phoenix Suns en un traspaso con los Hawks. El 13 de septiembre de 2012, Childress firmó un contrato no garantizado de un año con Brooklyn Nets. El 12 de noviembre de 2013 firmó con los New Orleans Pelicans.
[actualizar]

## Estadísticas de su carrera en la NBA

### Temporada regular
| Año     | Equipo   | PJ  | PT | MPP  | %TC  | %3P  | %TL  | RPP | APP | ROB | TPP | PPP  |
| ------- | -------- | --- | -- | ---- | ---- | ---- | ---- | --- | --- | --- | --- | ---- |
| 2004-05 | Atlanta  | 80  | 44 | 29.7 | .470 | .232 | .823 | 6.0 | 1.9 | .9  | .4  | 10.1 |
| 2005–06 | Atlanta  | 74  | 10 | 30.4 | .552 | .492 | .766 | 5.2 | 1.8 | 1.2 | .5  | 10.0 |
| 2006–07 | Atlanta  | 55  | 13 | 36.8 | .504 | .338 | .795 | 6.2 | 2.3 | 1.0 | .6  | 13.0 |
| 2007–08 | Atlanta  | 76  | 0  | 29.9 | .571 | .367 | .807 | 4.9 | 1.5 | .9  | .6  | 11.8 |
| 2010–11 | Phoenix  | 54  | 3  | 16.6 | .565 | .063 | .492 | 2.9 | .8  | .6  | .4  | 5.0  |
| 2011–12 | Phoenix  | 34  | 0  | 14.4 | .485 | .167 | .000 | 2.8 | 1.0 | .4  | .2  | 2.9  |
| 2012-13 | Brooklyn | 14  | 0  | 7.1  | .286 | .333 | .500 | 1.1 | .4  | .1  | .1  | 1.0  |
| Total   | Total    | 387 | 70 | 26.9 | .522 | .329 | .779 | 4.8 | 1.6 | .9  | .5  | 9.2  |

### Playoffs
| Año   | Equipo  | PJ | PT | MPP  | %TC  | %3P  | %TL  | RPP | APP | ROB | TPP | PPP |
| ----- | ------- | -- | -- | ---- | ---- | ---- | ---- | --- | --- | --- | --- | --- |
| 2008  | Atlanta | 7  | 0  | 29.3 | .524 | .000 | .500 | 5.7 | 1.6 | .1  | .7  | 7.1 |
| Total | Total   | 7  | 0  | 29.3 | .524 | .000 | .500 | 5.7 | 1.6 | .1  | .7  | 7.1 |

## Vida personal
Josh es hijo de Dave y Teri Childress. Tiene dos hermanos mayores, Jamal y Onye, y uno pequeño, Chris.